# Bryan Sykes
Bryan Clifford Sykes (9 de septiembre de 1947 - 10 de diciembre de 2020) fue un genetista, ensayista, jugador de croquet y profesor británico que se desempeñara como profesor de genética humana en el Instituto de Medicina Molecular de la Universidad de Oxford, Decano de Wolfson College (Oxford) y fundador de la empresa Oxford Ancestors. 
Tras realizar numerosos estudios sobre la pervivencia de las enfermedades genéticas en los huesos, ha sido reconocido por la comunidad científica como una de las máximas autoridades mundiales en los estudios sobre ADN.
Ha participado en famosos casos de identificación genética como el hombre de los hielos (Ötzi), el hombre de Cheddar, así como de pretendidos miembros de la familia real rusa (Románov).
Su descubrimiento de que los europeos nativos actuales poseen un fuerte sustrato paleolítico y solo una pequeña influencia de poblaciones neolíticas que vinieron con la revolución agrícola desde Oriente Medio, fue corroborado años después por un estudio del prestigioso genetista de la Universidad de Stanford Luigi Luca Cavalli-Sforza.

## Obras

### Las siete hijas de Eva
Tras analizar el ADN mitocondrial de multitud de europeos, agrupa a la población europea, que, por otro lado, es relativamente homogénea genéticamente, en siete clanes femeninos. 
El ADN mitocondrial tiene la peculiaridad de que no se recombina (como hace la mayor parte del ADN nuclear), pasando de una madre directamente a su descendencia. A su vez, solo las hijas pueden transmitirlo a sus descendientes, pues aunque todos los varones poseen el ADN mitocondrial que heredaron de su madre, no lo transmitirán a su descendencia (el espermatozoide solo aporta material genético del núcleo, mientras que el óvulo aporta además mitocondrias con su propio ADN). Dado que el ADN mitocondrial está sometido a mutaciones, como el resto del material genético, cuantas más diferencias existan entre el ADN de dos individuos, más lejos se encontrará su antepasado común. 
De este modo, analizando el ADN mitocondrial de los actuales habitantes del planeta se puede establecer un árbol femenino de relaciones genéticas. En el mundo existen alrededor de 36 clanes femeninos. En el caso europeo hay siete clanes femeninos principales cuyas fundadoras vivieron desde hace unos 45.000 años (llamada Úrsula por Sykes) hasta hace unos 8.500 años (Jasmine). Este último clan es el único que surgió fuera de Europa, más concretamente en Oriente Medio. El clan más exitoso y más extensamente difundido es el clan de Helena (47% de la población nativa europea), que es especialmente frecuente entre la población vasca.
Las siete hijas de Eva son:
1) Úrsula, vivió hace 45.000 años en el norte de Grecia. El 11 % de la población europea pertenece a su clan que se diseminó por Europa cazando con armas de piedra. Al acercarse al período glacial sus descendientes emigraron al sur, siendo abundantes en el oeste de Gran Bretaña y Escandinavia.
2) Xenia, habitó hace 23 años en el Cáucaso, zona montañosa cercana al mar Negro. Ante la glaciación, se dispersaron por Europa y emigró a América. Elr 6 % de los europeos descienden de ella, desde Europa Oriental a Gran Bretaña.
3) Helena, sus descendientes son los más numerosos en Europa. Se estableció hace 20.000 años. Venía de familia de cazadores que vivieron cerca de los Pirineos, en el límite entre Francia y España. Al descongelarse los glaciares de la cordillera, sus hijos viajaron al norte, y llegaron a Gran Bretaña hace 12.000 años. Descienden de ella el 47 % de los europeos.
4) Velda, vivió hace 17.000 años en Cantabria. Compartió el territorio de la actual España con el clan de Úrsula. Al término del período glacial, ambos clanes emigraron al norte y alcanzaron la parte más septentrional de Escandinavia. Después se mezclaron con nómadas de la Rusia Ártica y nacieron los Lapones de Finlandia y Noruega. El 5 % de los europeos son sus descendientes. 
5) Tara, vivió en la Toscana italiana hace 17.000 años. Al templarse el clima, su descendencia cruzó Europa y el canal de la Mancha, entonces seco, y pobló Irlanda. El 9 % de los europeos pertenecen a su clan, especialmente en el Mediterráneo occidental, oeste de Gran Bretaña e Irlanda.
6) Katrine, habitó en las cercanías de Venecia hace 15.000 años. Su dieta estaba basada en el pescado. Sus descendientes eran cazadores. Son los actuales pobladores de Los Alpes. El 6 % de los europeos son sus descendientes.
7) Jasmine, nació hace 8.500 años en Siria después del período glacial. Ante la abundancia de caza menor, su clan fue el primero en dedicarse a la agricultura y tener hábitos sedentarios. En Europa enseñaron a los nómadas, que eran cazadores y recolectores, una nueva forma de vida, la agricultura. El 17 % de los europeos descienden de ella, especialmente en la península ibérica, Cornualles, Gales y oeste de Escocia.
Los métodos empleados para establecer los siete principales clanes europeos están siendo usados actualmente por Sykes para estudiar los nueve clanes maternos de las islas japonesas.

### La maldición de Adán
Bryan hace un estudio paralelo al anterior al estudiar la historia genética de los hombres analizando el cromosoma Y. El cromosoma Y es un cromosoma sexual que posee genes que desencadenan en el feto el proceso de creación de un macho. Tiene la peculiaridad de que, salvo un pequeño fragmento en los extremos, no se recombina. Por esto, al igual que en el caso del ADN mitocondrial, se puede establecer un árbol masculino de relaciones genéticas. En este caso las conclusiones son menos claras que en el caso femenino y el patrón de relaciones distinto. En el mundo hay 18 clanes masculinos, y en Europa hay 5. Del libro se extraen multitud de curiosidades, como que algunos varones han tenido un tremendo éxito reproductivo (Gengis Kan podría tener 16 millones de descendientes portadores de su cromosoma Y). En la última parte del libro (genética ficción), augura un declive progresivo del cromosoma Y, al que están asociadas conductas agresivas y en ocasiones criminales. Dicho cromosoma en el futuro no será necesario para la reproducción, ya que la tecnología avanzará lo suficiente para que pueda producirse reproducción sexual entre mujeres (mediante la fusión de los núcleos de dos óvulos y su posterior implante en el útero).

### La sangre de las islas
Estudio genético de la población británica que muestra que la influencia ibérica es mucho más importante que otras, como la anglo-sajona, habiendo notables diferencias entre los británicos de la parte occidental de las islas y los europeos continentales.
Estos datos se cohonestan con las tradiciones orales celtas de Eire (Irlanda), como la compilada en el siglo XI en el Libro de las Invasiones, el "Leabhar Ghabhála Érem", donde el rey Breogán conquista la isla de Eire a la tribu de los danu.